# 西村皓
西村 皓（にしむら ひろし、1925年（大正14年）9月25日 - 2018年（平成30年）5月3日）は、日本の教育学者、哲学者。慶應義塾大学名誉教授、元慶應義塾常任理事。

## 来歴
東京生まれ。1945年復員、慶應義塾大学文学部教育学科卒、同大学院、助手、1953年慶大文学部助教授、教授、1991年定年退任、名誉教授。
2018年5月3日、老衰のため、川崎市の介護施設で死去、92歳。

## 著書
- 『世界思想家全書 ディルタイ』牧書店、1966
- 『人間観と教育 教育学的人間学への寄与』世界書院、1967
- 『生の構造理論と教育学』悠久出版、1968
- 『生の教育学研究』世界書院、1981

### 共編著
- 『教職課程講座 第1巻　教育の探求 この未知なるもの』鈴木慎一共編著 ぎょうせい、1990
- 『教職課程講座 第5巻 道徳教育 新しい人間の生き方を求めて』鈴木慎一共編著 ぎょうせい、1990
- 『ディルタイと現代 歴史的理性批判の射程』牧野英二、舟山俊明共編 法政大学出版局、2001

### 翻訳
- シュライエルマッヘル『教育学講義』長井和雄共訳 玉川大学出版部 世界教育宝典、1966
- オットー・フリードリヒ・ボルノー『危機と新しい始まり 教育学的人間学論集』鈴木謙三共訳 理想社、1968
- Felix v.Cube『情報理論と教育学』井上坦共訳 慶応通信、1972
- ボルノー『解釈学研究』森田孝共監訳 玉川大学出版部、1991
- 『ディルタイ全集』全8巻 牧野英二共編 法政大学出版局、2003-10